# Ruth Waldmann

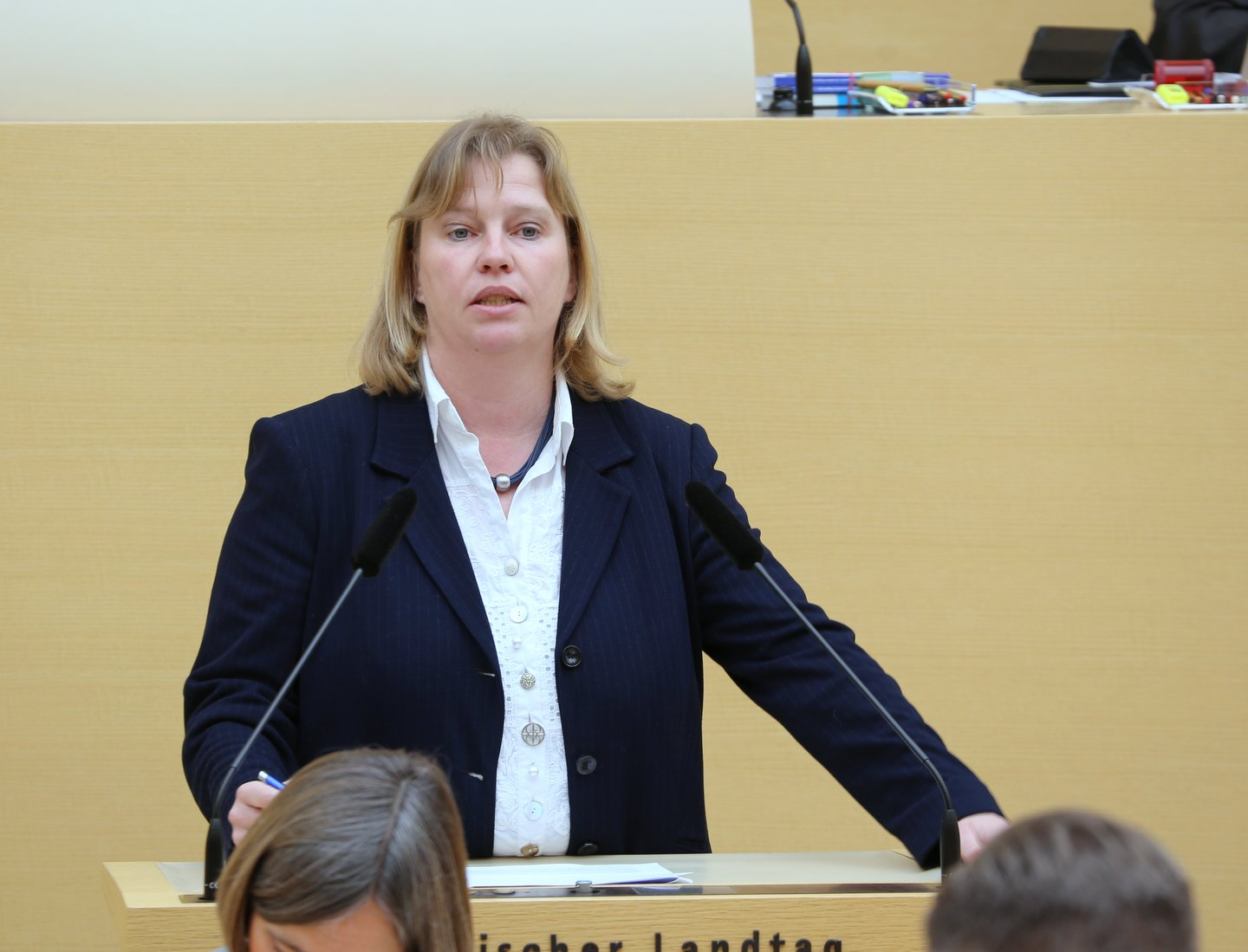
Ruth Waldmann (2019)

Ruth Waldmann (* 19. März 1971 in Bonn) ist eine deutsche Politikerin (SPD). Sie ist seit Oktober 2013 Mitglied des Bayerischen Landtags.

## Werdegang
Waldmann wuchs in München-Milbertshofen auf und machte im Jahr 1990 Abitur am Willi-Graf-Gymnasium in Schwabing. Nach einem Freiwilligen Sozialen Jahr studierte sie Soziologie und Sozialpsychologie an der Ludwig-Maximilians-Universität München (LMU), im Jahr 1996 machte sie ihr Diplom. Anschließend arbeitete sie bis 1999 als wissenschaftliche Mitarbeiterin und Dozentin an der LMU, 1997 unterbrochen von einem Forschungsaufenthalt an der University of California in Santa Barbara.
In den Jahren 1991 bis 1999 war sie neben Studium und wissenschaftlicher Tätigkeit als wissenschaftliche Mitarbeiterin im Bürgerbüro von Franz Maget beschäftigt. 1999 bis 2000 beriet sie die SPD im Untersuchungsausschuss zur Aufklärung der Vorgänge bei der Landeswohnungs- und Städtebaugesellschaft mbH Bayern (LWS). Von 2000 bis 2006 war sie persönliche Referentin von Franz Maget, dem Fraktionsvorsitzenden der SPD im Landtag. Seit 2006 war sie Prokuristin der Münchner Arbeiterwohlfahrt.
Waldmann ist seit dem Jahr 1998 Mitglied des Bezirkstags von Oberbayern. Bei der Landtagswahl 2013 gewann sie mit 33,8 % das Direktmandat im Stimmkreis München-Milbertshofen gegen Mechthilde Wittmann von der CSU, die 32,3 % der Stimmen erhielt und war damit die einzige direkt gewählte Abgeordnete der SPD in Bayern.
Bei der Landtagswahl 2018 kam sie in diesem Stimmkreis nur auf Platz 3 der Erststimmen. Allerdings wurde sie über die Wahlkreisliste der SPD wieder in den Landtag gewählt. Auch bei der Landtagswahl 2023 zog sie erneut in den Landtag ein. Dort ist sie stellvertretende  Vorsitzende des Ausschusses für Gesundheit und Pflege.

## Privates
Waldmann ist römisch-katholischer Konfession.